# 莱奥波尔多·孔蒂
莱奥波尔多·孔蒂（義大利語：Leopoldo Conti，1901年4月12日—1970年1月12日），意大利男子足球运动员，司职前锋。他曾代表意大利国奥队参加1924年夏季奥林匹克运动会足球比赛，获得第五名。